# Тапірові
Тапі́рові (Tapiridae) — родина ссавців ряду непарнокопитних, трохи нагадують зовнішнім виглядом свиню, але мають короткий, пристосований для хапання хобот.
Найдавніші тапірові відомі з середнього еоцену Північної Америки і Азії, рештки представників родини знайдено також в еоцені — голоцені Європа, Азія і Північна Америка. Наразі тапірові, з єдиного сучасного роду Tapirus, поширені в Центральній і Південній Америці, і Південно-Східній Азії, де мешкають в рівнинних і гірських (до 4500 м) тропічних лісах.
Зубна система у тапірових лофодонтна, слабо перетворена. Носові кістки короткі, що пов'язано з розвитком невеликого хобота.

## Генеза
Перші тапірові — Гептодони (Heptodon), з'явилися на початку еоцену Вони були вельми схожі на сучасні форми, але були приблизно в половину менші за розміром, і не мали хоботка. Перші справжні тапіри з'явилися в олігоцені. За міоцену, такі роди, як Miotapirus майже не відрізнялися від сучасних видів. Азійські і американські тапіри, як вважають, зазнали генетичної дивергенції близько 20 до 30 мільйонів років тому, тапіри мігрували з Північної Америки до Південної Америки близько 3 мільйонів років тому, як частина Великого американського обміну. Протягом більшої частини своєї історії, тапіри були поширені по всій Північній півкулі, де вони вимерли 8000 року до нашої ери. Tapirus merriami, Tapirus veroensis, Tapirus copei і Tapirus californicus вимерли в плейстоцені в Північній Америці. Велетенський тапір Megatapirus дожив до близько 2000 року до нашої ери в Китаї.
Припускають що тапірові можливо, походять від Палеотерієвих (Palaeotheriidae) роду Гіракотерій (Hyracotherium)

## Класифікація
У родині тапірових 1 сучасний та 14 вимерлих родів:
1. † Colodon — середній еоцен — ранній олігоцен Північної Америки, пізній еоцен — пізній олігоцен Азії[9];
2. † Dilophodon — середній еоцен Північної Америки[10];
3. † Heteraletes — середній еоцен Північної Америки[11];
4. † Miotapirus — перша половина міоцену Північної Америки[12];
5. † Nexuotapirus — ранній олігоцен — середній міоцен Північної Америки[13];
6. † Palaeotapirus — середній міоцен Східної Азії[14];
7. † Paratapirus — середній міоцен Європи[15];
8. † Plesiocolopirus — середній еоцен Північної Америки и пізній еоцен Східної Азії[16];
9. † Plesiotapirus
10. † Protapirus — ранній олігоцен — ранній міоцен Північної Америки і ранній міоцен Європи[17];
11. † Selenolophodon
12. † Tapiravus — середній міоцен Північної Америки[18];
13. † Tapirella
14. Tapirus — Тапір, 5 сучасних видів, ранній олігоцен — пізній міоцен Європи, друга половина міоцену Азії, ранній міоцен — пліоцен Північної Америки[19], із середнього неогену у Південній Америці[2];
15. † Teleolophus — середній еоцен Пакистану і Казахстану[20].